# Campionati africani di atletica leggera 1985
I Campionati africani di atletica leggera 1985 sono stati la 4ª edizione dei Campionati africani di atletica leggera. La manifestazione si è svolta dal 15 al 18 agosto presso lo Stadio Internazionale del Cairo, in Egitto.
Per la seconda volta Il Cairo ospita un'edizione dei campionati africani di atletica leggera.

## Medagliati

### Uomini
| Specialità | Oro                    | Prestazione | Argento                | Prestazione | Bronzo                 | Prestazione |
| Corse piane |                        |             |                        |             |                        |             |
| 100 m | Chidi Imoh             | 10"22       | Charles-Louis Seck     | 10"37       | Victor Edet            | 10"44       |
| 200 m | Simeon Kipkemboi       | 20"82       | Innocent Egbunike      | 20"85       | Alfred Nyambane        | 20"92       |
| 400 m | Innocent Egbunike      | 45"22       | Gabriel Tiacoh         | 45"44       | David Kitur            | 46"01       |
| 800 m | Sammy Koskei           | 1'45"30     | Moussa Fall            | 1'45"95     | Juma Ndiwa             | 1'46"67     |
| 1 500 m | Omer Khalifa           | 3'37"74     | Abdi Bile              | 3'38"19     | Joseph Chesire         | 3'38"72     |
| 5 000 m | Wodajo Bulti           | 14'40"12    | Paul Kipkoech          | 14'43"05    | John Ngugi             | 14'44"33    |
| 10 000 m | Wodajo Bulti           | 28'22"43    | Kipsubai Koskei        | 28'26"63    | Paul Kipkoech          | 28'29"64    |
| Corse a ostacoli |                        |             |                        |             |                        |             |
| 110 hs | René Djédjémel Mélédjé | 14"14       | Ikechukwu Mbadugha     | 14"47       | Hisham Mohamed Makin   | 14"52       |
| 400 hs | Amadou Dia Bâ          | 48"29       | Henry Amike            | 49"16       | René Djédjémel Mélédjé | 49"59       |
| 3 000 siepi | Julius Kariuki         | 8'20"74     | Joshua Kipkemboi       | 8'21"70     | Féthi Baccouche        | 8'38"94     |
| Prove su strada |                        |             |                        |             |                        |             |
| Maratona | Ahmed Salah            | 2h23'01"    | Kebede Balcha          | 2h24'31"    | Dereje Nedi            | 2h25'41"    |
| Marcia 20 km | Abdelwahab Ferguène    | 1h33'28"    | Shemsu Hassan          | 1h42'26"    | Abderrahmane Djebbar   | 1h49'26"    |
| Salti |                        |             |                        |             |                        |             |
| Salto in alto | Moussa Fall            | 2,17 m      | Ogmore Okoro           | 2,17 m      | Khalid Koughbar        | 2,11 m      |
| Salto con l'asta | Choukri Abahnini       | 4,60 m      | Mourad Mahour Bacha    | 4,50 m      | Youssef Qortobi        | 4,50 m      |
| Salto in lungo | Paul Emordi            | 7,90 m      | Joseph Kio             | 7,81 m      | Mustapha Benmrah       | 7,56 m      |
| Salto triplo | Paul Emordi            | 16,56 m     | Joseph Kio             | 16,26 m     | Mamadou Diallo         | 16,17 m     |
| Lanci |                        |             |                        |             |                        |             |
| Getto del peso | Ahmed Mohamed Ashoush  | 19,34 m     | Ahmed Kamel Shata      | 19,23 m     | Mohamed Fatihi         | 17,40 m     |
| Lancio del disco | Christian Okoye        | 63,56 m     | Mohamed Naguib Hamed   | 62,24 m     | Hassan Ahmed Hamad     | 55,38 m     |
| Lancio del giavellotto | Ahmed Mahour Bacha     | 80,04 m     | Mongi Alimi            | 75,30 m     | Justin Arop            | 74,60 m     |
| Lancio del martello | Hakim Toumi            | 70,56 m     | Yacine Louail          | 61,30 m     | Ahmed Ibrahim Taha     | 61,54 m     |
| Prove multiple |                        |             |                        |             |                        |             |
| Decathlon | Mourad Mahour Bacha    | 6 712 p.    | Abu El Makarem El Hamd | 5 642 p.    | Landry Nzambé-Busugu   | 5 259 p.    |
| Staffette |                        |             |                        |             |                        |             |
| Staffetta 4×100 m | Nigeria                | 39"28       | Kenya                  | 39"91       | Algeria                | 40"14       |
| Staffetta 4×400 m | Kenya                  | 3'01"86     | Nigeria                | 3'05"51     | Senegal                | 3'07"94     |
| record mondiale; record mondiale stagionale; record africano; record dei campionati; record nazionale; record personale; record personale stagionale. |                        |             |                        |             |                        |             |

### Donne
| Specialità | Oro                 | Prestazione | Argento              | Prestazione | Bronzo             | Prestazione |
| Corse piane |                     |             |                      |             |                    |             |
| 100 m | Rufina Ubah         | 11"61       | Doris Wiredu         | 11"82       | Lynda Eseimokumo   | 11"86       |
| 200 m | Rufina Ubah         | 23"79       | Mary Onyali          | 23"98       | Martha Appiah      | 24"10       |
| 400 m | Kehinde Vaughan     | 53"33       | Doris Wiredu         | 53"62       | Grace Bakari       | 53"72       |
| 800 m | Selina Chirchir     | 2'03"70     | Mary Chemweno        | 2'04"58     | Fatima Aouam       | 2'04"91     |
| 1 500 m | Mary Chemweno       | 4'17"90     | Fatima Aouam         | 4'19"11     | Hellen Kimaiyo     | 4'22"85     |
| 3 000 m | Hellen Kimaiyo      | 9'18"53     | Hassania Darami      | 9'19"82     | Regina Chemeli     | 9'20"62     |
| 10 000 m | Hassania Darami     | 35'09"68    | Karima Farag Mohamed | 44'01"32    | -                  | -           |
| Corse a ostacoli |                     |             |                      |             |                    |             |
| 100 hs | Maria Usifo         | 13"52       | Cécile Ngambi        | 13"81       | Albertine Koutouan | 14"27       |
| 400 hs | Nawal El Moutawakel | 56"00       | Maria Usifo          | 57"02       | Marie Womplou      | 59"85       |
| Salti |                     |             |                      |             |                    |             |
| Salto in alto | Awa Dioum-Ndiaye    | 1,76 m      | Kawther Akrémi       | 1,76 m      | Lucienne N'Da      | 1,70 m      |
| Salto in lungo | Marianne Mendoza    | 6,15 m      | Grace Armah          | 6,01 m      | Caroline Nwajei    | 6,00 m      |
| Lanci |                     |             |                      |             |                    |             |
| Getto del peso | Souad Malloussi     | 15,20 m     | Agnès Tchuinté       | 14,74 m     | Odette Mistoul     | 14,54 m     |
| Lancio del disco | Zoubida Laayouni    | 51,80 m     | Mariette van Heerden | 50,14 m     | Aïcha Dahmous      | 48,84 m     |
| Lancio del giavellotto | Agnès Tchuinté      | 54,00 m     | Samia Djémaa         | 50,50 m     | Samira Benhamza    | 49,32 m     |
| Prove multiple |                     |             |                      |             |                    |             |
| Eptathlon | Chérifa Meskaoui    | 5 294 p.    | Nacèra Achir         | 5 286 p.    | Yasmina Azzizi     | 4 909 p.    |
| Staffette |                     |             |                      |             |                    |             |
| Staffetta 4×100 m | Ghana               | 45"08       | Nigeria              | 45"45       | Costa d'Avorio     | 46"98       |
| Staffetta 4×400 m | Nigeria             | 3'36"13     | Kenya                | 3'39"66     | Ghana              | 3'42"32     |
| record mondiale; record mondiale stagionale; record africano; record dei campionati; record nazionale; record personale; record personale stagionale. |                     |             |                      |             |                    |             |

## Medagliere
| Posizione | Paese          | Oro | Argento | Bronzo | Totale |
| --------- | -------------- | --- | ------- | ------ | ------ |
| 1         | Nigeria        | 11  | 10      | 3      | 24     |
| 2         | Kenya          | 7   | 6       | 8      | 21     |
| 3         | Marocco        | 5   | 2       | 6      | 13     |
| 4         | Algeria        | 4   | 4       | 4      | 12     |
| 5         | Senegal        | 4   | 2       | 2      | 8      |
| 6         | Etiopia        | 2   | 3       | 1      | 6      |
| 7         | Egitto         | 1   | 3       | 3      | 7      |
| 7         | Ghana          | 1   | 3       | 3      | 7      |
| 9         | Tunisia        | 1   | 2       | 1      | 4      |
| 10        | Camerun        | 1   | 2       | 0      | 3      |
| 11        | Costa d'Avorio | 1   | 1       | 5      | 7      |
| 12        | Gibuti         | 1   | 0       | 0      | 1      |
| 12        | Sudan          | 1   | 0       | 0      | 1      |
| 14        | Somalia        | 0   | 1       | 0      | 1      |
| 14        | Zimbabwe       | 0   | 1       | 0      | 1      |
| 16        | Gabon          | 0   | 0       | 2      | 2      |
| 17        | Uganda         | 0   | 0       | 1      | 1      |
| Totale    | Totale         | 40  | 40      | 39     | 119    |